# Голубые дороги
«Голубы́е доро́ги» — советский художественный фильм, снятый в 1947 году режиссёром Владимиром Брауном на киностудии имени А. Довженко. Фильм отражает подлинные события; прототипом капитана 3-го ранга Ратанова был морской минер капитан 3-го ранга Грачев Василий Семенович (вышел в отставку в звании капитана 1-го ранга).

## Сюжет
Окончена Великая Отечественная война, но ещё таятся в глубинах Чёрного моря фашистские мины, которые мешают мирному судоходству. В одесском порту обнаружена необычная мина. При её обезвреживании капитан Ратанов (Павел Кадочников) получает тяжёлое ранение. После выхода из госпиталя он возвращается к своей работе, и теперь он не вправе ошибиться...

## В ролях
- Павел Кадочников — Ратанов, капитан 3-го ранга,
- Марина Калинкина — Надежда, его жена,
- Сергей Столяров — Береженко, старшина 1-й статьи,
- Юрий Любимов — Веткин, матрос,
- Андрей Сова — матрос
- Виктор Добровольский — Сергей Константинович, брат Надежды
- Михаил Романов — мичман Бережной
- Владимир Освецимский — капитан 1-го ранга Консовский
- Аркадий Аркадьев — капитан 1-го ранга Калаченко
- Леонид Кмит — Иван Иванович
- Кирилл Столяров — ученик в классе
- Елена Измайлова (нет в титрах)
- Станислав Чекан — морской офицер

## Критика
"Штатный" режиссёр-маринист Киевской студии В. Браун в отдельных своих морских картинах и сюжетно, и стилистически ближе, чем кто бы то ни было, подошел к модели американского приключенческого фильма. Показателен в этом смысле фильм «Морской ястреб» (1941). Советский военный корабль, замаскированный под торговое судно, бороздит морю в поисках немецкой подводной лодки, которая, в свою очередь замаскировавшись под мирный парусник, топит иностранные корабли, заходящие в советские порты (сценарий довоенный), а капитанов берет в плен. Несколько «идеологических» вкраплений в начале и в финале картины практически не влияли на восприятие этой динамичной остросюжетной ленты.
Картина «Голубые дороги» (1947) кроме реального прообраза минирования черноморских портов немецкими магнитными минами несёт и мотивы нескольких американских повестей. В фильме сильны чисто «хичкоковские» детали, не несущие особой смысловой нагрузки и служащие для нагнетания атмосферы. Например, легендарный изобретатель магнитной мины, немецкий инженер с характерным перекрестным шрамом на щеке, появляется в кадре лишь однажды в самый неожиданный момент и так же неожиданно исчезает, не замеченный никем (кроме, разумеется, зрителя).